# Bodo Kirchhoff
Bodo Kirchhoff (* 6. července 1948, Hamburg) je německý spisovatel. V roce 2016 se stal laureátem Německé knižní ceny za novelu Widerfahrnis.

## Život a dílo
Narodil se 6. července 1948. Matka Evelyn Peters-Joost byla herečkou toho času v angažmá v Hamburku, otec Heinz vlastnil firmu na výrobu lékařských potřeb. Od roku 1955 žila rodina v Kirchzartenu ve Schwarzwaldu. Roku 1959 se rodiče rozvedli. Matka později působila jako redaktorka a autorka odpočinkové literatury. Kirchhoff má mladší sestru Tinu (* 1952).
Vystudoval pedagogiku na univerzitě Johanna Wolfganga Goetheho ve Frankfurtu. Spisovatelem na volné noze je od roku 1979.
V prosinci 2016 navštívil Kirchhoff na pozvání Goethe-Institutu Prahu. V české metropoli představil svou oceněnou novelu Widerfahrnis.

### Přehled děl v originále
- Ohne Eifer, ohne Zorn (1979)
- Die Einsamkeit der Haut (1981)
- Zwiefalten (1983)
- Mexikanische Novelle (1984)
- Dame und Schwein. Geschichten (1985)
- Infanta (1990)
- Der Sandmann (1992)
- Gegen die Laufrichtung (1993)
- Herrenmenschlichkeit (1994)
- Legenden um den eigenen Körper (1995)
- Die Weihnachtsfrau (1997)
- Katastrophen mit Seeblick (1998)
- Parlando (2001)
- Schundroman (2002)
- Wo das Meer beginnt (2004)
- Der Sommer nach dem Jahrhundertsommer (2005)
- Die kleine Garbo (2006)
- Eros und Asche. Ein Freundschaftsroman (2007)
- Der Prinzipal (2007)
- Erinnerungen an meinen Porsche (2009)
- Die Liebe in groben Zügen (2012)
- Widerfahrnis: Novelle. Frankfurt am Main: Frankfurter Verlagsanstalt, 2016. 224 S.[8]

### České překlady
- Krvák (Schundroman). 1. vyd. Praha: Mladá fronta, 2004. 270 s. Překlad: Jana Zoubková
- Příhoda (Widerfahrnis). 1. vyd. Praha: Akropolis, 2017. 196 s. Překlad: Ivana Führmann Vízdalová